# Kepler-22 b
Kepler-22 b è un pianeta extrasolare che orbita attorno a Kepler-22, una nana gialla lievemente più piccola del Sole distante circa 620 anni luce dal sistema solare, situata nella costellazione del Cigno. Probabilmente appartenente alla categoria delle super Terre, la sua scoperta, avvenuta grazie all'impiego del telescopio spaziale Kepler, è stata confermata il 5 dicembre 2011 dalla NASA.

## Scoperta
La scoperta del pianeta è stata annunciata il 5 dicembre 2011, anche se le prime osservazioni del pianeta risalgono al terzo giorno di lavoro del telescopio Kepler, nella metà del 2009; il terzo transito del pianeta sulla superficie della stella è stato osservato nel tardo 2010. Dati aggiuntivi sul pianeta sono stati ottenuti tramite il telescopio spaziale Spitzer e varie osservazioni da terra.

## Caratteristiche

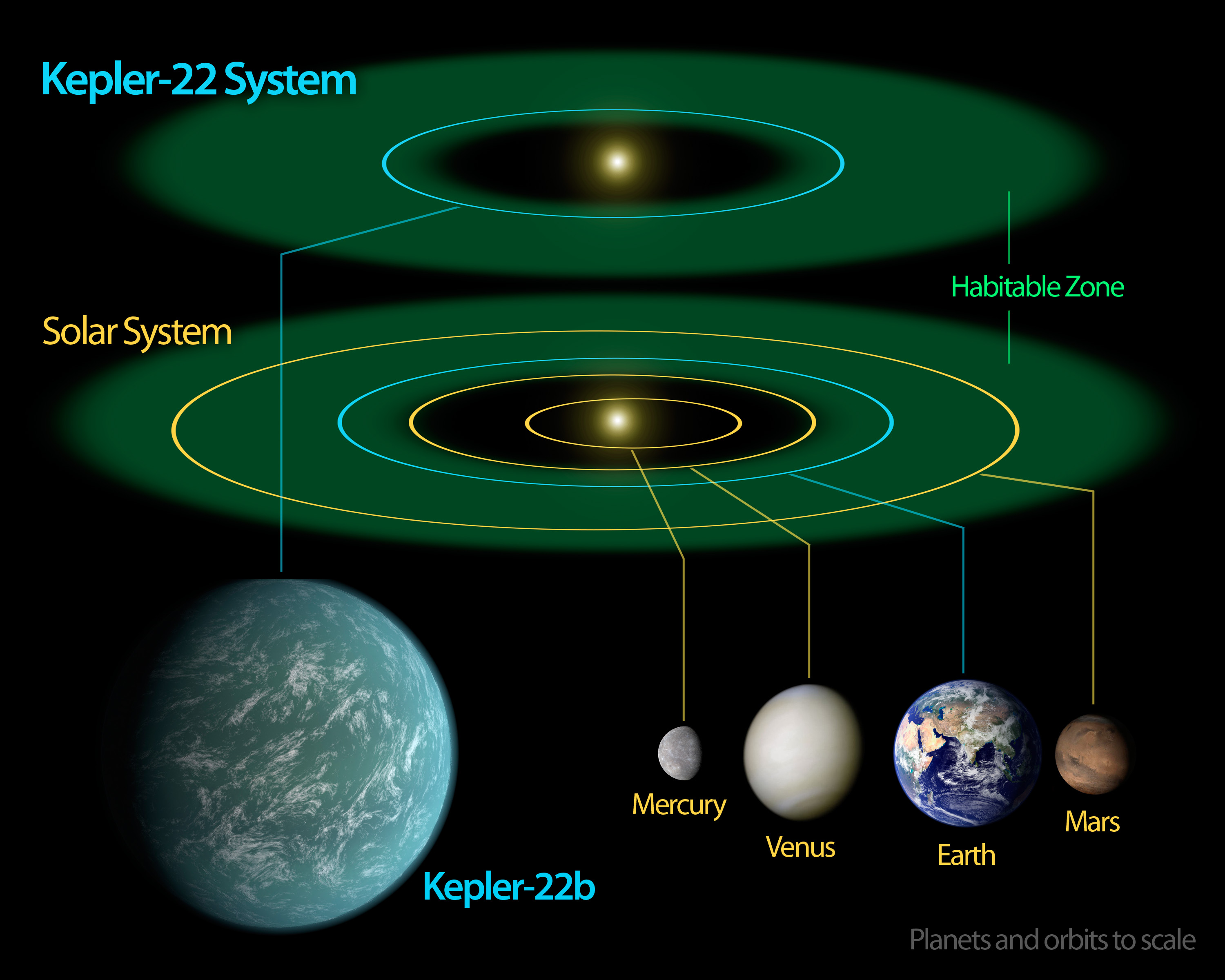
La zona abitabile del sistema di Kepler-22 a confronto con la medesima regione del sistema solare interno

Il telescopio Kepler ha permesso di misurare il raggio del pianeta, pari a circa 2,4 volte il raggio terrestre. Il pianeta ha un periodo di rivoluzione di circa 290 giorni terrestri, mentre la sua orbita presenta un semiasse maggiore di 0,89 unità astronomiche (UA). Altri parametri, quali massa, densità e composizione chimica, non sono ancora ben conosciuti.

### Composizione e struttura
La massa non è nota con precisione, anche se uno studio del 2023 stima il suo valore massimo in 9,1 masse terrestri. Con un raggio poco superiore al doppio di quello terrestre, se il pianeta fosse composto dagli stessi elementi che compongono la Terra, distribuiti nelle stesse proporzioni, il pianeta avrebbe appunto una massa di poco superiore a 9 M⊕. Se il pianeta avesse invece la stessa densità dell'acqua "peserebbe" solo 1,7 M⊕ (e avrebbe una gravità superficiale di appena 0,39 g).
Tuttavia dato il suo diametro, possiede probabilmente una composizione differente da quella terrestre. Un'ipotesi plausibile è che possa trattarsi di un pianeta oceanico, costituito da un nucleo roccioso circondato da un esteso mantello di ghiacci e acqua su cui si estende un vasto oceano superficiale. Tuttavia, è anche possibile che abbia una composizione ricca di elementi volatili nel suo involucro esterno, e questo renderebbe il pianeta uno dei più piccoli nani gassosi conosciuti.

## Abitabilità

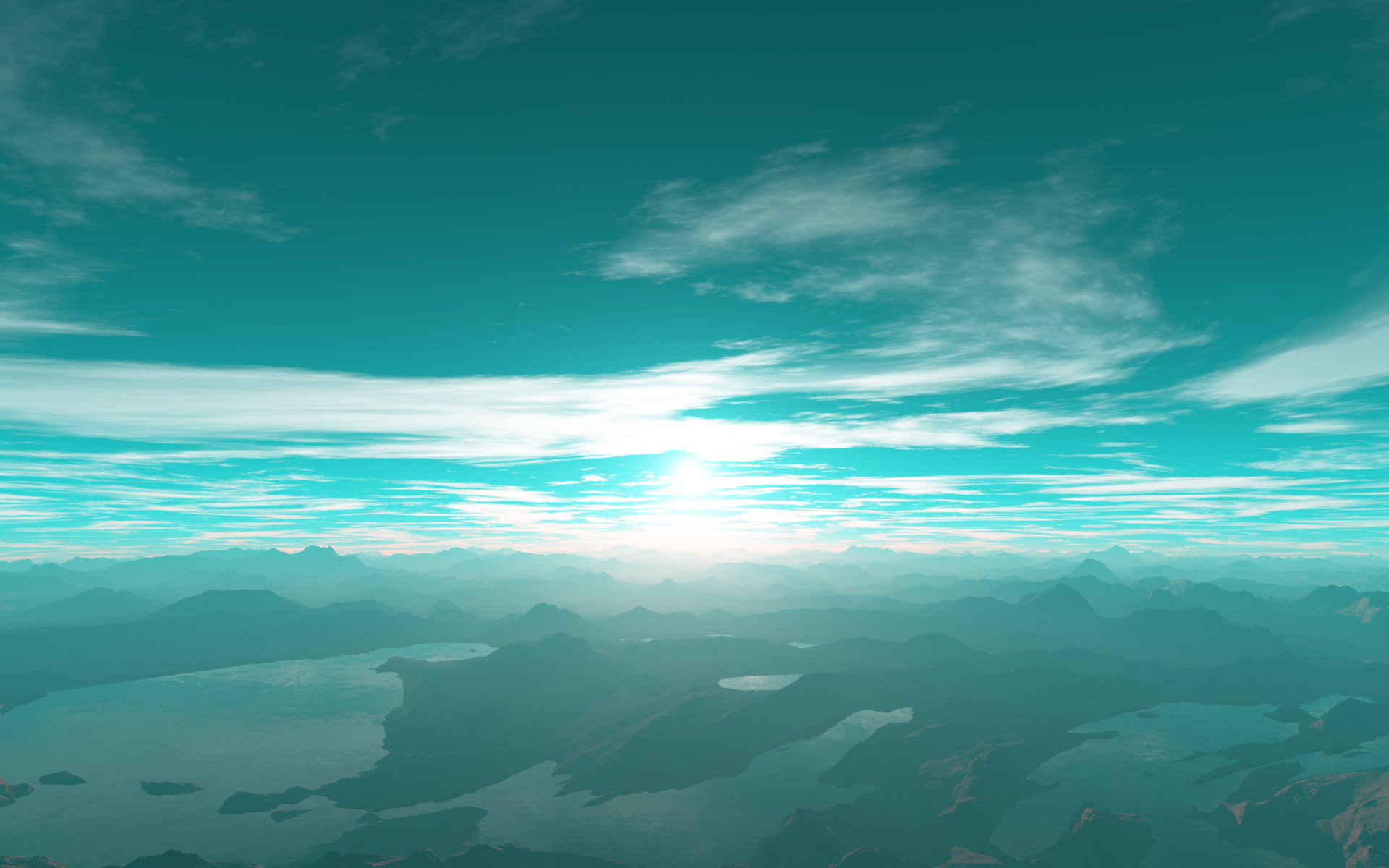
Immagine artistica che rappresenta un tramonto su Kepler-22 b

La distanza che separa Kepler-22 b dalla sua stella, come si è visto, è circa del 15% inferiore rispetto a quella che separa la Terra dal Sole, ma la luminosità della stella è inferiore a quella solare del 25%. La combinazione di simili parametri è coerente con l'ipotesi di una temperatura moderata alla superficie del pianeta; gli astronomi ritengono che, in assenza di un'atmosfera, la temperatura di equilibrio equivarrebbe a circa 262 kelvin (−11 °C), mentre qualora l'eventuale atmosfera avesse un effetto serra simile a quello terrestre il pianeta avrebbe una temperatura media in superficie di 295 kelvin (22 °C).
A seguito di una successiva ridefinizione della zona abitabile Kepler-22 b ha il 95% delle probabilità di trovarsi nell'empirica zona abitabile ottimistica, definita dai limiti, prendendo come esempio il sistema solare, dalle orbite di Venere e Marte quando questi avevano le condizioni di abitabilità, tuttavia ha solo il 5% delle possibilità di trovarsi nella zona abitabile conservativa. I fattori che contribuiscono alla temperatura superficiale di un pianeta sono diversi, ma con la tecnologia attuale non è possibile conoscere le reali condizioni di abitabilità planetaria di un pianeta posto a questa distanza.

## Nella cultura di massa
Kepler-22 b è stato scelto dal regista Ridley Scott come ambientazione della serie televisiva del 2020 Raised by Wolves - Una nuova umanità.
Kepler-22 b è inoltre il titolo di una canzone dell'album  Omnium Gatherum dei King Gizzard & the Lizard Wizard.